# Ambrosio Bocanegra

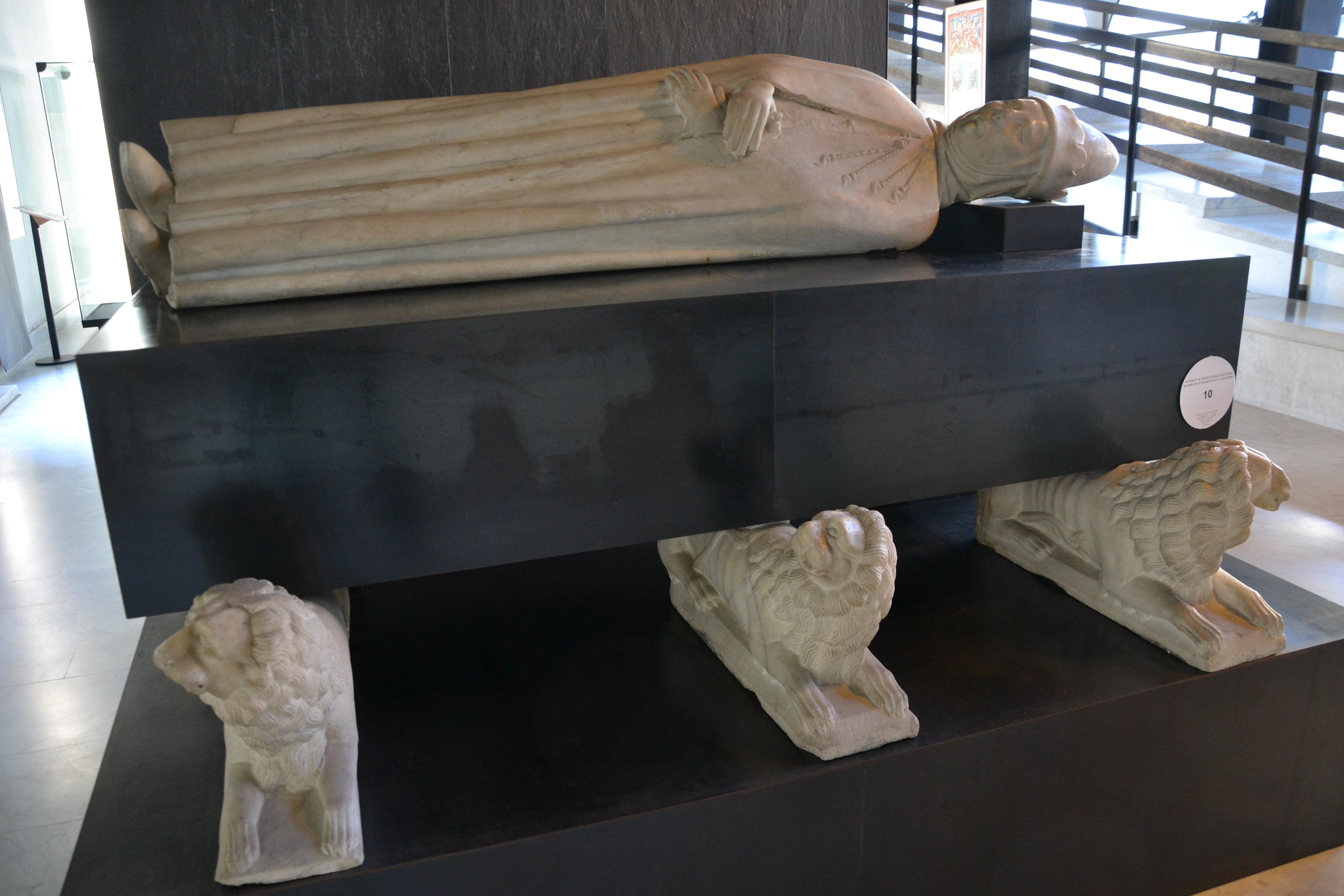
Restos de la tumba de su tío, el dux Simón Boccanegra, en el Museo di Sant'Agostino de Génova

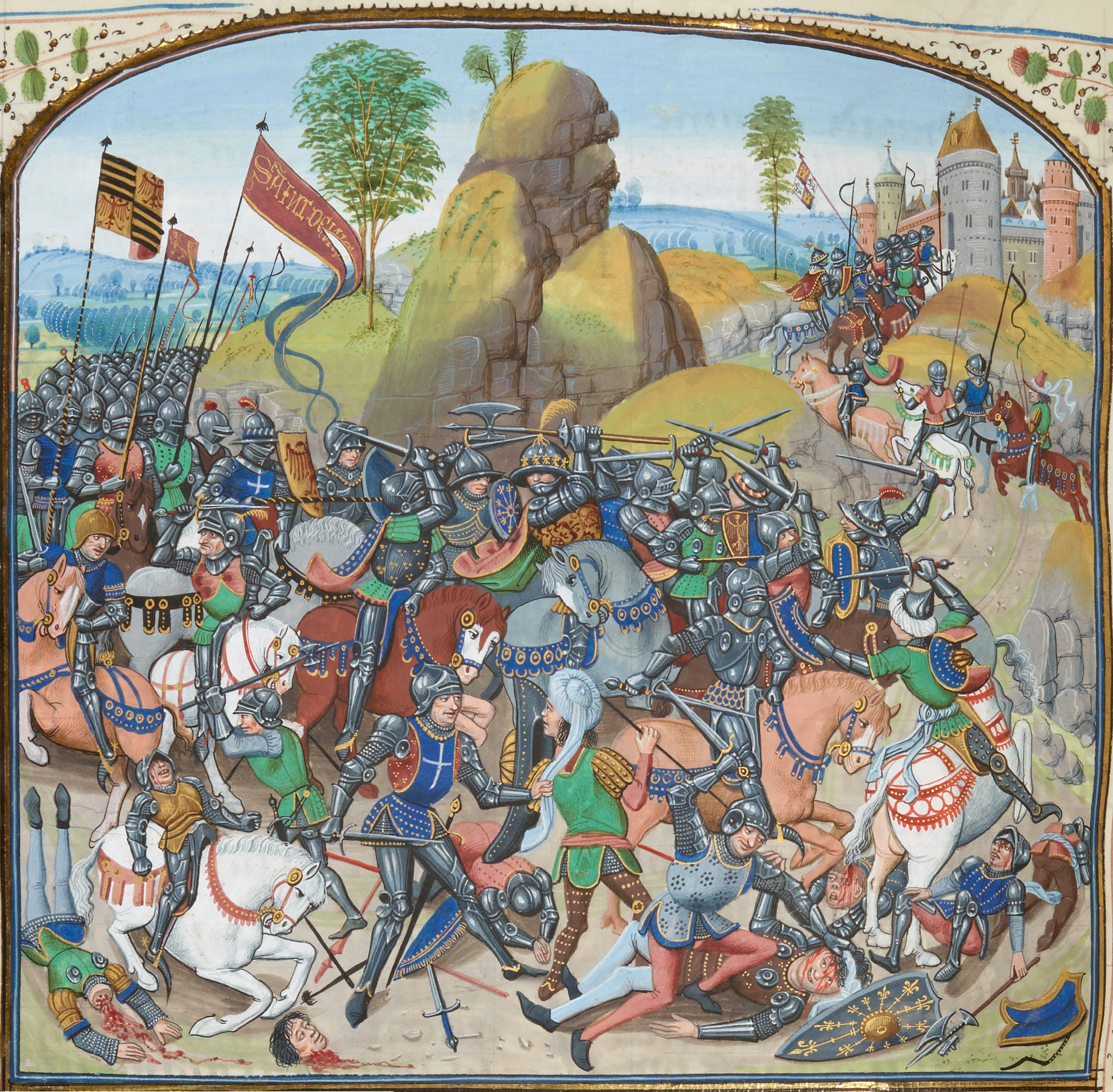
Batalla de la primera guerra civil castellana.

Ambrosio Bocanegra (en italiano, Ambrogio Boccanegra; Génova, ? - Palma del Río, 1374) fue un marino genovés que sirvió como almirante mayor de Castilla durante el reinado de Enrique II de Castilla. Tuvo un papel determinante durante la guerra de los Cien Años, la primera guerra civil castellana y las guerras fernandinas, entre otros muchos conflictos. Fue hijo de Egidio Boccanegra, también almirante mayor de Castilla (hermano de Simón Boccanegra, primer dux de Génova), así como abuelo materno del cardenal Cervantes Bocanegra.

## Origen
Nació en Génova, siendo hijo de Egidio Boccanegra, almirante mayor de Castilla, y de María Fieschi, pariente de los condes de Lavagna. El hermano de su padre fue Simón Bocanegra, primer dux de la República de Génova. 
En 1341, su padre marchó a Castilla con una flota en ayuda del rey Alfonso XI, entonces en guerra contra los benimerines y sus aliados granadinos, participando en la batalla del Río Salado (1344). Debido a estos servicios, el rey Alfonso XI concedió a los Bocanegra la villa andaluza de Palma del Río, donde se asentaron. Egidio fue ejecutado por orden de Pedro I de Castilla en 1367, debido a sus simpatías por su hermanastro y rival Enrique de Trastámara. Para no sufrir una suerte semejante, Ambrosio huyó a Francia y formó parte de la corte de Enrique en el exilio.

## Biografía
El primer hecho de armas conocido de Ambrosio Bocanegra fue al mando de una galera en la expedición marítima que Pedro I de Castilla organizó contra el Reino de Aragón en 1359. Desde entonces acompañó a su padre en todas sus campañas.
Durante la primera guerra civil castellana y al igual que su padre, abrazó el bando de Enrique II, participando en la batalla de Nájera y acompañándole en la huida a Aragón junto con Fernando Sánchez de Tovar. Tras la batalla, Pedro I volvió a controlar Castilla y su venganza alcanzó a Edigio Bocanegra en Sevilla en el mes de septiembre, el cual fue apresado y más tarde ejecutado.
Tras la muerte de Pedro I y la ascensión al trono de Enrique II en 1369, Ambrosio recuperó su señorío sobre Palma del Río y le concedió una carta puebla (1371) por la cual sus habitantes -en su mayoría mudéjares- pasaban a ser hombres libres. También reconoció el derecho de los musulmanes a regirse por sus propias leyes y jueces, salvo en los casos de adulterio con mujeres cristianas, en los cuales los infractores serían quemados en la hoguera sin excepción.

### Primera guerra fernandina
Después de la batalla de Montiel y de la muerte de Pedro I, Enrique II hubo de resolver muchos problemas para consolidar su trono, motivados por los numerosos núcleos “petristas” que aparecieron en Castilla, especialmente en Galicia, Zamora y Carmona, reconociendo como rey a Fernando I de Portugal, que envió refuerzos en apoyo de los legitimistas castellanos. 
Así, el 15 de junio de 1369 una flotilla al mando del Juan Focín, un exiliado castellano, zarpó de Lisboa con la misión de establecer un riguroso bloqueo de Sevilla. Días después se le unió el Almirante Lanzarote Pessanha con nuevos buques, hasta conformar una importante fuerza naval de 32 galeras, 1 galeota y 30 naos. Al tiempo que esto acaecía, Fernando I, al frente de un ejército y con el apoyo del “petrista” Alvar Pérez de Castro, inició la conquista de Galicia sin encontrar resistencia.
El cerco contra el nuevo monarca castellano se cerraba cada vez más, porque el Rey de Portugal había concertado además una alianza con Carlos II de Navarra y Muhammad V de Granada, conquistando este último Algeciras. Enrique II contraatacó con sus tropas en Galicia, expulsando a los portugueses y avanzando después por territorio luso, saqueando Braga y Braganza. No obstante, el éxito fue incompleto al no poder levantar el bloqueo en el río Guadalquivir, que dificultaba el aprovisionamiento de las ciudades andaluzas.

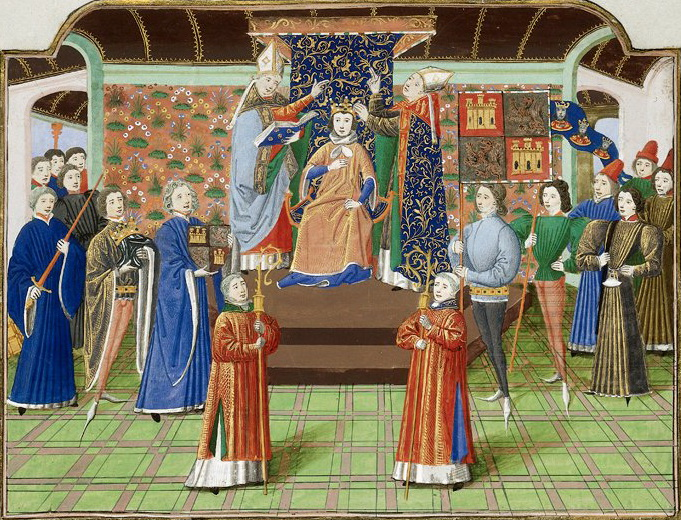
Enrique II de Castilla.

Enrique II, convencido de que una guerra librada solamente en tierra prolongaría indefinidamente el conflicto, decidió atacar en el mar, tomando como objetivo la flota portuguesa, que bloqueaba la desembocadura del Guadalquivir desde el año anterior.
El momento fue muy bien escogido, porque el cerco naval no era ya tan estrecho. De las 32 galeras y 30 naos iniciales solo quedaban 16 y 24, respectivamente, y algunas de las tripulaciones se encontraban mermadas por el escorbuto. Además, un incendio en Lisboa, en febrero de 1370, había provocado la destrucción de varios barcos que se planteaba enviar como refuerzo, por lo que la armada portuguesa no podía fortalecerse a corto plazo.
El 16 de agosto de 1370, Ambrosio Bocanegra fue nombrado Almirante de Castilla. Gracias a este nombramiento, Ambrosio tenía diversos privilegios, como potestad judicial sobre todo aquel que estuviese bajo su jurisdicción, derecho al tercio de las ganancias o diversos derechos económicos.
Se armó una flota de 20 galeras, que no contaba con los remeros adecuados pero que suplía este defecto con una numerosa dotación de combatientes.

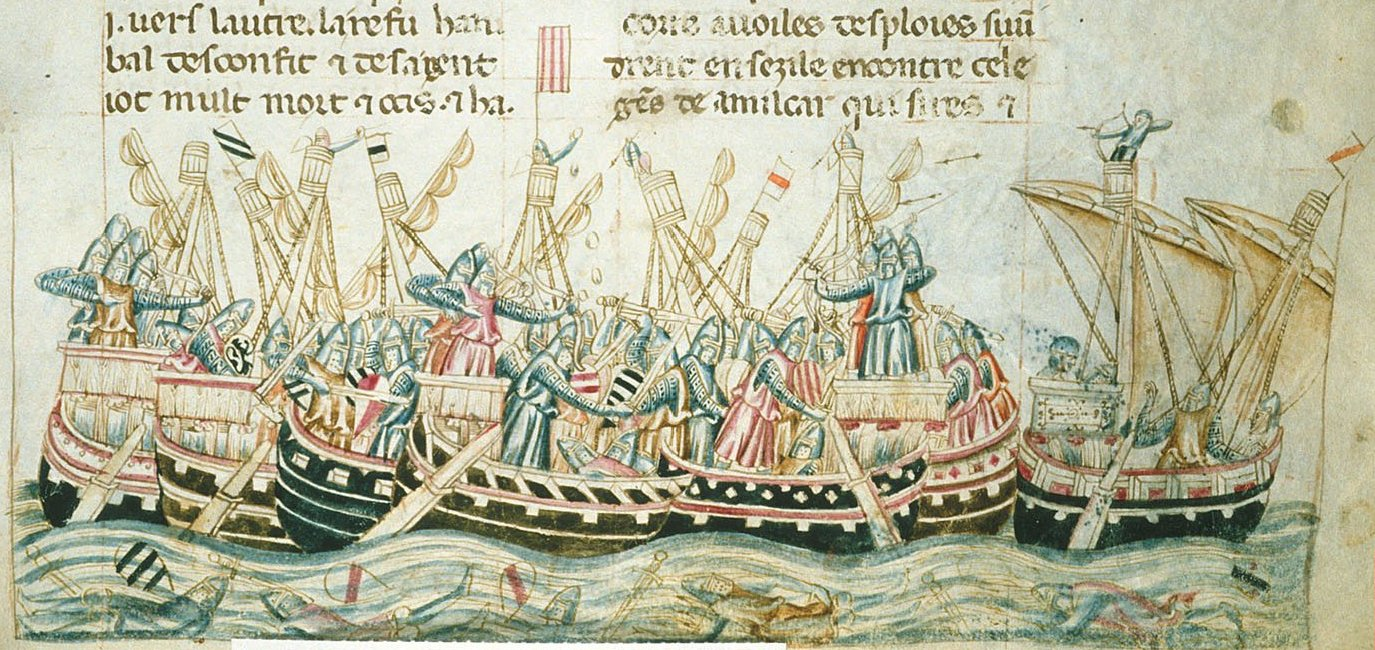
Batalla naval del.

Las galeras castellanas zarparon aguas abajo del Guadalquivir, en tanto que la flota portuguesa dejó libres los accesos a Sanlúcar de Barrameda y retrocedió mar adentro, esperando atraer a los castellanos para destruirles. Ambrosio Bocanegra no se dejó engañar y, con una flotilla de 7 naves, se dedicó a atacar el litoral portugués y dirigirse a los puertos del mar Cantábrico en busca de refuerzos.
Cuando llegó a las costas cántabras pudo aprovisionarse de armas, remos y utensilios, al tiempo que agregó a su flota otras dos galeras, tras lo cual zarpó de vuelta a Andalucía. 
Cuando se encontraba a la altura del cabo de Santa María capturó una nao portuguesa que llevaba la paga de las tripulaciones de la flota portuguesa. 
Tras esta captura, Ambrosio Bocanegra se dirigió contra la flota portuguesa, que se había penetrado en el Guadalquivir y que con esta maniobra se encontró entre la flota castellana que se había quedado en Sevilla y la que llegaba comandada por Ambrosio Bocanegra. El Almirante Pessanha, atrapado entre las flotas castellanas se tuvo que retirar utilizando dos brulotes para abrirse paso. El resultado del combate fue favorable a la flota castellana, que capturó tres galeras y dos naos portuguesas.
Tras la victoria en la batalla de Sanlúcar, Enrique II de Castilla pudo firmar con Portugal el Tratado de Alcoutim y terminar con los conflictos que tenía con el Reino de Granada, Navarra y Aragón.

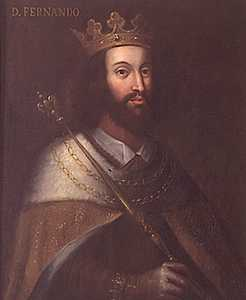
Fernando I de Portugal.

Privados de ayuda exterior, los focos “petristas” fueron rindiéndose sistemáticamente. El único peligro que podía amenazar a Enrique II era Juan de Gante, hijo de Eduardo III de Inglaterra, quien estaba casado con Doña Constanza, hija de Pedro I de Castilla, por lo que se consideraba el legítimo rey de Castilla.
Para contrarrestar la amenaza inglesa, Enrique II apoyaba a Francia en la guerra de los Cien Años. Con anterioridad al final de la Guerra Civil castellana había firmado un tratado por el que se comprometía a apoyar el esfuerzo militar francés con una flota. Con la firma del Tratado de Alcoutim no existían amenazas en la península ibérica que impidieran que Castilla enviase la ayuda militar acordada.
El mando de la expedición militar fue confiado a Ambrosio Bocanegra, formando parte de su estado mayor algunos de los mejores marinos castellanos de la época, como Ruy Díaz de Rojas, Fernán Ruiz Cabeza de Vaca o Fernando de Peón.
La flota estaba compuesta por 12 galeras y 40 naos y zarpó con destino a La Rochelle, donde las fuerzas del Condestable Bertrand du Guesclin se encontraban asediando la plaza.
Eduardo III de Inglaterra envió una armada de socorro compuesta de 36 naves bajo el mando de sir John Hastings, conde de Pembroke, avistándose ambas formaciones el 23 de junio de 1372.

### La batalla de La Rochelle

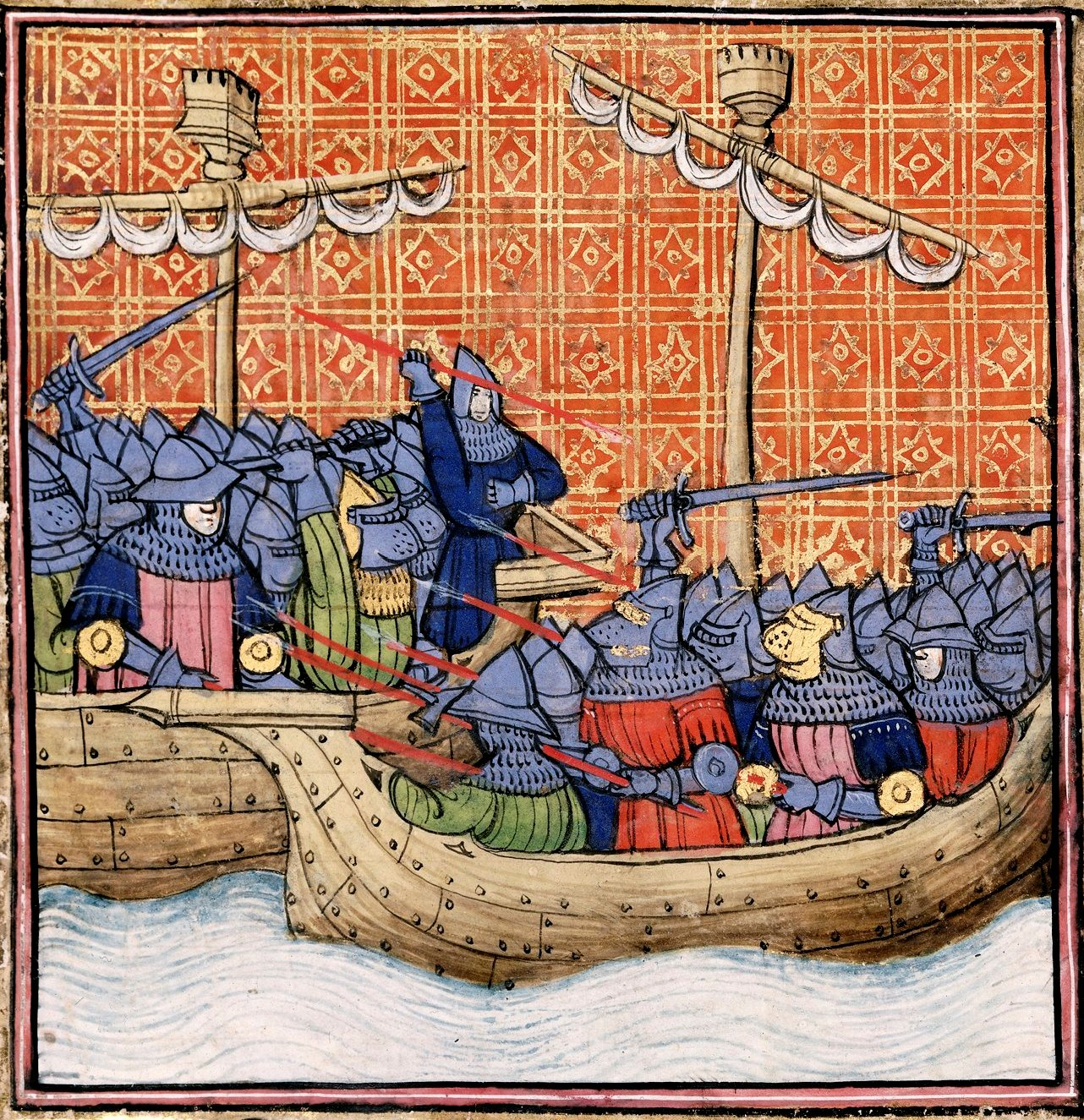
Batalla de La Rochelle.

Durante los días 23 y 24 de junio de 1372 tendría lugar la batalla de La Rochelle.
El Almirante Bocanegra maniobró brillantemente y dispuso su flota a barlovento, ordenando a las galeras abrir sus líneas de ataque, para utilizar la artillería y remar contra el enemigo, al tiempo que las naos arrojaban piedras y otros proyectiles. Gracias a esta táctica los castellanos pudieron capturar 4 navíos ingleses.
La utilización de la artillería naval era novedosa, ya que hasta entonces solo se había utilizado en una ocasión con motivo del ataque de la flota castellana a Barcelona, en 1359, y los disparos se habían realizado desde una nave anclada desde el puerto por la flota aragonesa.

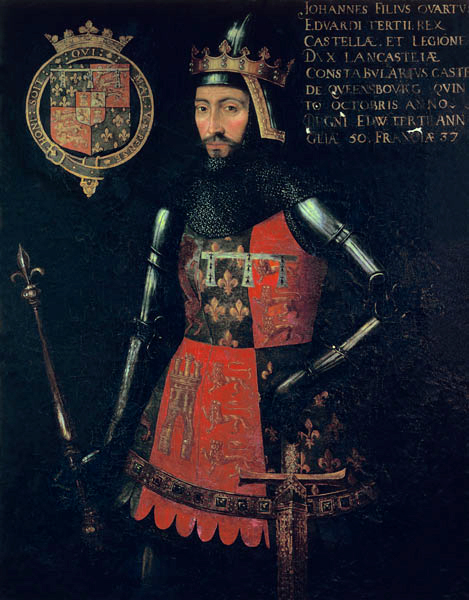
Juan de Gante.

Al caer la noche, el combate se detuvo y Ambrosio Bocanegra intentó que la flota castellana cerrara el paso a la inglesa para evitar toda comunicación entre los navíos ingleses y La Rochelle, aunque no consiguieran impedir que algunos soldados de la guarnición llegaran en barcas para reforzar las tripulaciones de los barcos del conde de Pembroke. 
Al amanecer del día siguiente se reanudó el combate. Aprovechando la bajamar, el Almirante de Castilla lanzó varios brulotes, que desorganizaron la línea de batalla de las pesadas naves inglesas, hundiendo 14 navíos. En la confusión, las galeras castellanas, más ligeras y de menor calado, se lanzaron al abordaje de los navíos supervivientes. 
La victoria fue total, pues todos los barcos ingleses resultaron hundidos o capturados y los castellanos hicieron prisioneros a 8.000 soldados y 400 caballeros, entre los que destacaba el jefe de la flota, el conde de Pembroke. Las vidas de los prisioneros fueron respetadas. Esta victoria dio el control del canal de la Mancha a los franco-castellanos y posibilitó una serie de ataques y desembarcos a lo largo de la costa sur de Inglaterra que llevarían finalmente a este reino a solicitar la paz en 1375.
Tras conseguir el éxito en la batalla, Ambrosio Bocanegra ordenó a la flota regresar a Santander, capturando en el trayecto otras 4 naves inglesas.
Desde Santander Ambrosio Bocanegra y algunos de sus prisioneros, entre ellos el conde de Pembroke, viajaron a Burgos, donde se encontraba Enrique II. 
Como consecuencia de la victoria, Enrique II le concedió a Ambrosio, el 5 de noviembre de 1372, el señorío de la villa de Linares, que se unía así a su ya enorme patrimonio jurisdiccional, integrado por la herencia de su padre..

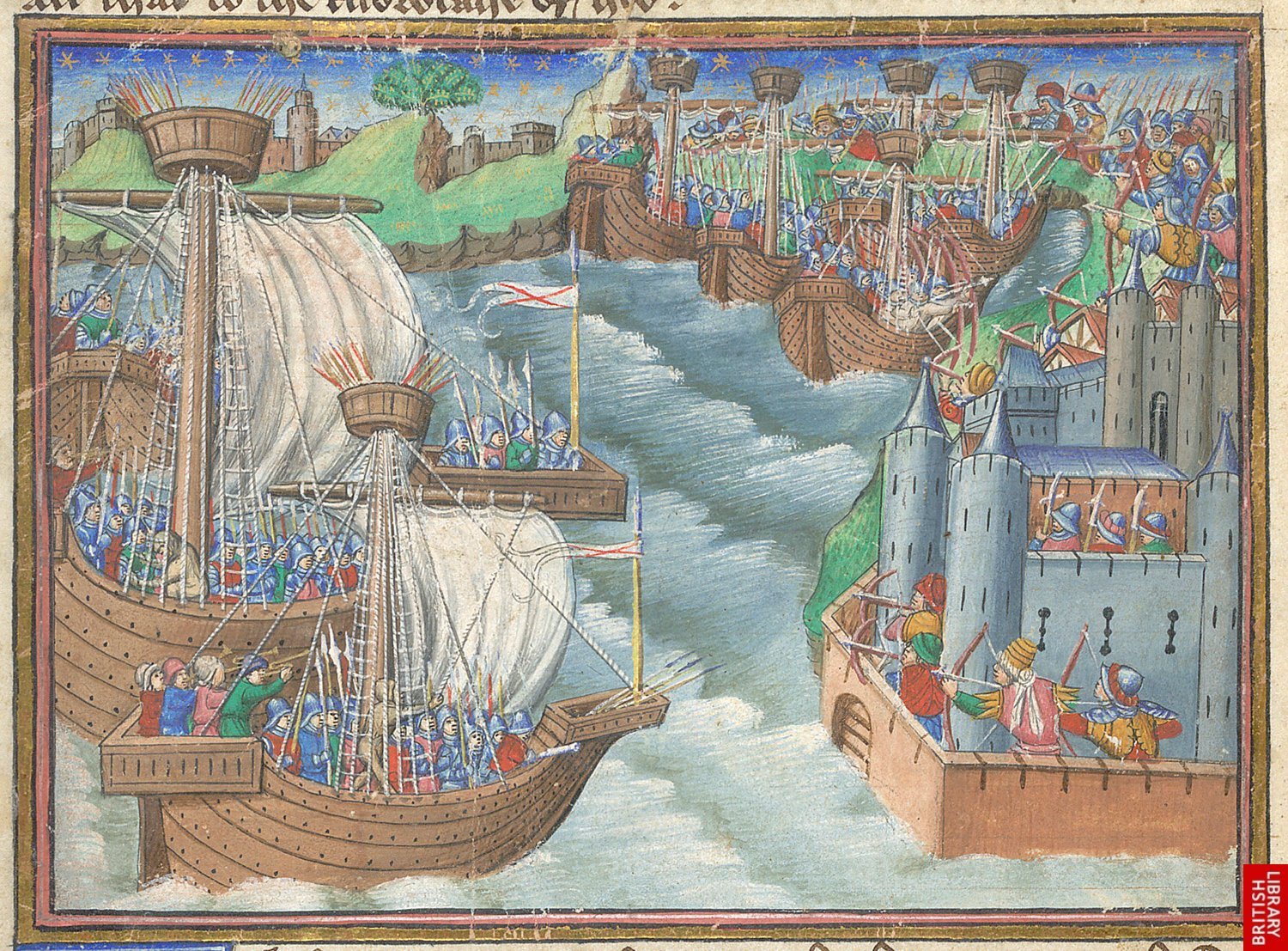
Bloqueo naval de una ciudad

Ambrosio Bocanegra no participó en la siguiente expedición naval que tuvo, otra vez, como destino La Rochelle. La escuadra fue comandada por Ruy Díaz de Rojas y fue partícipe de la conquista de la ciudad el 8 de septiembre de 1372.

### Segunda guerra fernandina
Fernando I de Portugal firmó el 10 de julio de 1372 un tratado con Juan de Gante por el que se prometían apoyo mutuo contra Castilla. 
Después de la firma del acuerdo, el monarca portugués ordenó el embargo de los navíos castellanos anclados en sus puertos, permitiendo que dos destacados “petristas”, Fernán Alfonso de Zamora y Men Rodríguez de Sanabria, invadieran Galicia. 
Enrique II reaccionó con celeridad y decidió invadir Portugal. Instaló su base de operaciones en Zamora, y ocupó en el mes de diciembre de 1372 las localidades de Almeida, Pinhel y Cellorigo, y antes de que terminara el año, Viseo. A comienzos de 1373 reanudó la ofensiva avanzando directamente contra Lisboa.
Mientras la ofensiva terrestre prosperaba, Ambrosio Bocanegra zarpó de Sevilla con una flota de 12 galeras y el 7 de marzo de 1373 avistaba Lisboa. Tras penetrar en el mar de la Paja atacó a una flota portuguesa de 4 galeras y 15 naos que se encontraban bajo el mando del Almirante Lanzarote Pessanha. La flota castellana se apoderó de 2 galeras y la mayor parte de las naos.

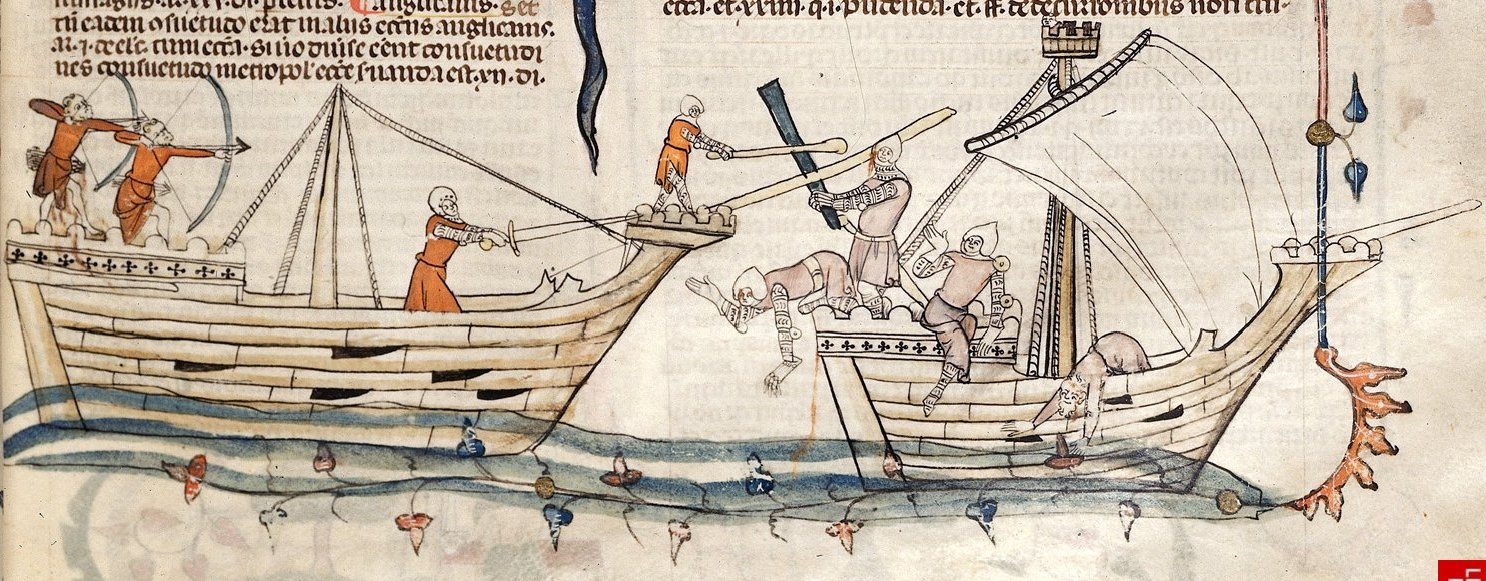
Combate naval

Destruida la armada portuguesa, Fernando I de Portugal decidió solicitar la paz a Enrique II, siendo firmado el Tratado de Santarém el 19 de marzo de 1373.
La victoria en la batalla de Lisboa (1373) constituyó el último de los servicios prestados por Ambrosio Bocanegra como Almirante de Castilla a Enrique II, porque a finales de 1373 murió en su villa de Palma del Río. Fernando Sánchez de Tovar fue nombrado su sustituto como Almirante Mayor de Castilla en 1374.

## Matrimonio y descendencia
Ambrosio Bocanegra estaba casado con doña Beatriz Fernández Carrillo, hija de don Gómez Fernández Carrillo, II señor de Santa Eufemia, y de doña Juana Fernández de Córdoba (hija de Fernán Alfonso Fernández de Córdoba, II señor de Cañete, alcalde y alguacil mayor de la ciudad de Córdoba, y de doña Urraca González Messía). Fueron padres de:
- Juana de Bocanegra
- María de Bocanegra. Casada con don Diego Gutiérrez de los Ríos, VII señor de Fernán Núñez. Éstos fueron padres de Alfonso Gutiérrez de los Ríos, VIII señor de Fernán Núñez.
- Beatriz López de Bocanegra. Casada con don Gonzalo Gómez de Cervantes, fundadores de la capilla de Jesús Nazareno en la Iglesia de Omnium Sanctorum de Sevilla en 1416, donde están enterrados. Fueron padres del cardenal Juan de Cervantes Bocanegra, de frey Diego Gómez de Cervantes, gran prior de la Orden de San Juan de Jerusalén, y de Rodrigo de Cervantes Bocanegra "el Sordo".[13]
- Urraca de Bocanegra. Casada con don Ruy López de Córdoba, II señor de Guadalcázar. Fueron padres de Gómez Fernández de Córdoba, señor de la Moncloa.